# Esecutore testamentario
 L'esecutore testamentario è la persona di fiducia del testatore, ovvero colui al quale viene dato l'incarico di curare che siano esattamente seguite le ultime volontà scritte nel testamento. 
I motivi che possono indurre il testatore alla nomina di un esecutore sono svariati, ma in ogni caso hanno natura privatistica e perciò l'esecutore testamentario non è titolare di un pubblico ufficio. Anzi, quello che ricopre è un ufficio del tutto privato, svolto in nome proprio senza alcun rapporto di rappresentanza, in attuazione di interessi interni alla successione in caso di morte. 
Non è quindi condivisibile l'opinione per la quale la costituzione dell'ufficio dell'esecutore è riconducibile a un contratto: infatti, la nascita di questo ufficio è un “supereffetto' che dipende dal combinarsi dell'effetto della disposizione testamentaria di nomina con quello tipico dell'accettazione del designato.
Non si può neppure dire, quindi, che l'ufficio si costituisce solo in via unilaterale, costruendolo solo sulla disposizione testamentaria di nomina (rispetto alla quale l'accettazione sarebbe solo una condizione di efficacia): l'accettazione, infatti, deve essere intesa come elemento costitutivo della fattispecie. 
Alla luce delle precedenti considerazioni, l'esecutore testamentario può essere considerato un caso di mandato post mortem, nel quale si coordinano la disposizione di nomina e l'accettazione, i quali atti mantengono però la loro autonomia senza fondersi in un accordo. 
La disposizione di nomina rientra nel contenuto tipico del testamento, ovvero nel suo contenuto patrimoniale: infatti, è una disposizione che può esplicare la sua efficacia solo rispetto all'esistenza dei lasciti di beni.

## Vicende
Il testatore può nominare uno o più esecutori e, per il caso in cui uno o tutti non accettino, può nominare altri in loro sostituzione: il testatore può anche autorizzare l'esecutore a sostituire altri a sé stesso per il caso in cui non possa o non voglia più mantenere l'incarico. 
L'incarico stesso può essere affidato a un estraneo, ma anche a un erede o a un legatario; è ammessa anche la nomina di una persona giuridica, la quale dovrà avere la piena capacità di obbligarsi (ovvero, la piena capacità di agire) esattamente come è richiesto per le persone fisiche: non possono perciò svolgere il compito di esecutore testamentario i minori, anche se emancipati, gli interdetti, gli inabilitati. 
Nella disposizione di nomina il testatore potrà anche non indicare i compiti che l'esecutore sarà chiamato a svolgere, e in questo caso l'incaricato si atterrà agli artt. 700 e seguenti del codice civile. Il testatore può poi sottrarre espressamente all'esecutore alcuni incarichi specifici.
L'accettazione dell'incarico è un negozio giuridico, dato che la volontà dell'accettante crea per lui un regolamento impegnativo. Viene fatta con dichiarazione alla cancelleria del tribunale del luogo in cui si è aperta la successione e va annotata nel registro delle successioni. 
Non sono fissati termini legali entro i quali effettuare l'accettazione dell'incarico, per cui ogni interessato può, con un'actio interrogatoria, chiedere al giudice di fissare il tempo entro il quale operare l'accettazione medesima e trascorso invano il termine giudiziale l'incarico s'intenderà rifiutato. Con l'accettazione l'incaricato assume l'ufficio di esecutore testamentario, che è libero, personale, gratuito (tuttavia il testatore può stabilire una retribuzione a carico dell'eredità).

## Caratteri dell'ufficio
La personalità è il portato della fiducia che il testatore ripone nella persona che nomina esecutore del proprio testamento: impedisce l'esercizio per delega dell'incarico. Se gli esecutori sono una pluralità, devono svolgere l'incarico tutti assieme, a meno che il testatore non abbia diviso tra loro le attribuzioni, o si tratti della conservazione di un bene o di un diritto e quindi debba essere adottato un provvedimento urgente. 
La libertà dell'incarico significa che l'esecutore può rifiutarlo e può rinunziarvi dopo averlo accettato. Per una parte della dottrina (CUFFARO, MESSINEO) la rinuncia può farsi solo per gravi motivi. La rinuncia soggiace alle stesse modalità formali previste per l'accettazione.

## Compiti dell'esecutore
I compiti dell'esecutore testamentario possono dividersi in due gruppi: il primo attiene all'amministrazione della massa ereditaria, il secondo alla gestione e all'esatto adempimento delle disposizioni. Così, l'esecutore prende possesso dei beni ereditari, fa apporre i sigilli ai beni stessi qualora siano chiamati soggetti che possono accettare solo con beneficio d'inventario, presenta la dichiarazione di successione, paga i debiti ereditari, rappresenta in giudizio l'eredità, rende il conto della sua gestione. 
Gli atti dell'esecutore non possono pregiudicare il diritto dei chiamati alla successione di accettare o rinunciare e la sua opera di gestione va compiuta con la diligenza del buon padre di famiglia (questa responsabilità non può essere esclusa dal testatore). L'atto negligente che causa danno a eredi o legatari impone di risarcirli.

## Cessazione dell'ufficio
L'ufficio di esecutore testamentario può cessare per varie cause: esaurimento dei compiti, morte o perdita della piena capacità di obbligarsi dell'esecutore senza che siano state disposte sostituzioni, rinuncia all'incarico, impossibilità oggettivamente non imputabile all'esecutore, esonero disposto dal giudice dovuto all'inidoneità all'ufficio, alla commissione di gravi irregolarità o ad azioni che menomano la fiducia. 
Non è prevista dalla legge la cessazione dell'ufficio per decorso del tempo: è stabilito, però, che il possesso dei beni ereditari non può durare per più di un anno (rinnovabile per un altro anno dal giudice per evidente necessità) dall'accettazione. La restituzione del possesso non significa comunque cessazione dell'ufficio (CRISCUOLI; contra, CICU): è una conseguenza possibile ma non necessaria, in quanto i poteri e i compiti dell'esecutore non si esauriscono in quelli strettamente connessi al possesso della massa ereditaria.